# جوزف برنی
جوزف برنی (انگلیسی: Joseph Berenyi؛ زادهٔ ۱۲ نوامبر ۱۹۶۸) دوچرخه‌سوار و از برندگان مدال طلا پارالمپیک اهل ایالات متحده آمریکا است.

## جوایز
وی در مسابقات کشوری و بین‌المللی در مجموع برندهٔ ۱۱ مدال طلا، ۶ مدال نقره، ۴ مدال برنز شده است.